# 黑紋絲鰭脂鯉
黑紋絲鰭脂鯉，為輻鰭魚綱脂鯉目脂鯉亞目鱂脂鯉科的其一種，分布於南美洲烏卡亞利河流域，體長可達4.5公分，棲息中底層水域，生活習性不明，可做為觀賞魚。